# Axel Gyllenkrok (teolog)
Fredrik Carl Axel Gyllenkrok, född 28 april 1910, död 18 december 2002 i Uppsala, var en svensk teolog. Han var son till riksbanksrevisorn Axel Gyllenkrok och Ruth Thelander. Han blev teologie doktor 1944 och docent i dogmatik vid Uppsala universitet 1943 och i teologisk etik med religionsfilosofi där 1945. Han var professor i dogmatik vid Uppsala universitet 1960–1973, den siste innan ämnet i Uppsala bytte namn till tros- och livsåskådningsvetenskap. Sitt program för dogmatikämnet lade han fram i den av Ingemar Hedenius filosofi präglade boken Systematisk teologi och vetenskaplig metod (Uppsala universitets årsskrift 1959:2), där han orienterade om detta och inskränkte det till religiöst neutral idéhistoria. Ämnets innehåll kopplades loss från den lutherska dogmatiken  och han ville inte uppfatta det som en vetenskaplig uppgift att skriva en normativ kristen troslära eller undervisa utifrån en sådan. Gyllenkrok bröt därmed markant mot hur systematisk-teologisk vetenskap bedrivits och bedrevs i Sverige och internationellt. Ämnets frågeställningar inriktades mera mot vad som var gängse inom religionsfilosofin. Hans tankar skulle få ett mycket stort inflytande på den systematisk-teologiska ämnesutvecklingen vid Uppsala universitet och på utbildningen av blivande präster där. 
Gyllenkrok är gravsatt i minneslunden på Skogskyrkogården i Stockholm.